# Michael Shuman

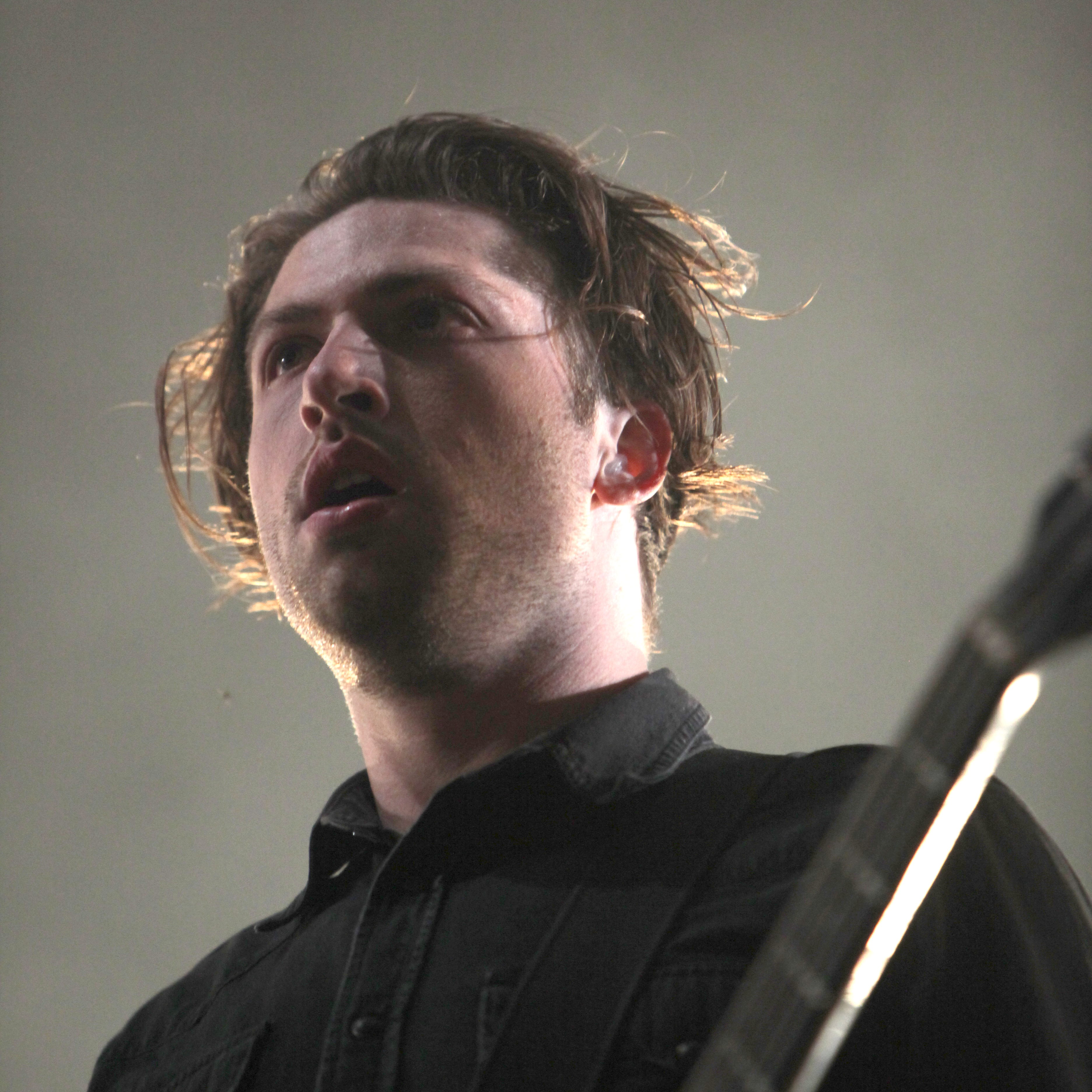
Michael Shuman (2011)

Michael Jay Shuman (* 20. August 1986 in Los Angeles), auch bekannt als Mikey Shoes, ist ein US-amerikanischer Rockmusiker und derzeitiger Bassist von Queens of the Stone Age.

## Karriere
Shuman wuchs in Los Angeles auf, besuchte dort und in der Umgebung diverse Schulen und studierte anschließend an der Loyola Marymount University. 2004 war er Mitbegründer der Band Wires on Fire, in der er bis heute Mitglied ist. Im Frühjahr 2007 stieg Shuman bei Queens of the Stone Age ein, nachdem sie ihr fünftes Studioalbum Era Vulgaris fertiggestellt hatten und sich Bassist Alain Johannes anderen Projekten widmete. Nach der Aufnahme einiger Bonus-Tracks ging es mit dem Album von Mai 2007 bis August 2008 auf Tour. Zwischenzeitlich war Shuman bei Projekten von Jubilee beteiligt, ehe er sich in der Schaffenspause der Queens Mitte 2008 seiner neuen Band Mini Mansions widmete. 2010 begann Shuman mit den Queens mit der Vorproduktion ihres sechsten Studioalbums. Solo tritt er mit dem Namen GLU auf.

## Bands
- Queens of the Stone Age (seit 2007)
- Wires on Fire (seit 2004)
- Jubilee (2007)
- Mini Mansions (seit 2009)